# Sparkasse Lemgo
Die Sparkasse Lemgo ist eine öffentlich-rechtliche Sparkasse im Kreis Lippe mit Sitz in Lemgo. Träger der Sparkasse Lemgo ist der Sparkassenzweckverband des Kreises Lippe und der Städte Bad Salzuflen und Lemgo. 

## Organisation
Als Anstalt des öffentlichen Rechts unterliegt die Sparkasse Lemgo dem Sparkassengesetz NRW. Die zuständige Aufsichtsbehörde ist die Bundesanstalt für Finanzdienstleistungsaufsicht (BaFin) mit Sitz in Bonn. Die Sparkasse Lemgo ist Mitglied des Sparkassenverband Westfalen-Lippe (SVWL) in Münster und über diesen dem Deutschen Sparkassen- und Giroverband e. V. (DSGV) in Berlin angeschlossen. Die Organe der Sparkasse sind der Verwaltungsrat und der Vorstand.

## Geschäftstätigkeit
Die Sparkasse Lemgo betreibt als Sparkasse das Universalbankgeschäft. Sie ist Marktführer in ihrem Geschäftsgebiet. Im Verbundgeschäft arbeitet die Sparkasse Lemgo mit der Westdeutschen Landesbausparkasse, der DekaBank, der Provinzial NordWest Versicherungsgruppe, der Lippische Landes-Brandversicherungsanstalt, der neue leben Lebensversicherungs AG und der Deutsche Leasing zusammen.

## Geschichte
Die Sparkasse Lemgo ist mit Wirkung zum 1. August 1977 durch die Vereinigung der Kreissparkasse Lemgo und der Sparkasse der Stadt Lemgo entstanden. Die frühere Sparkasse der Stadt Lemgo wurde am 1. November 1845 und die frühere Kreissparkasse Lemgo am 1. April 1933 gegründet. Mit Wirkung zum 31. August 2002 hat die Sparkasse Lemgo die Sparkasse Bad Salzuflen aufgenommen.